# Tito Santana
Merced Solis (Mission (Texas), 10 mei 1953), beter bekend als Tito Santana, is een Amerikaans voormalig professioneel worstelaar. Hij was actief in het World Wrestling Federation (WWF) en werd daar beroemd.

## In worstelen
- Finishers
  - El Paso de la Muerte

- Signature moves
  - Figure four leglock
  - Flying forearm smash
  - Atomic drop
  - Big boot
  - Diving clothesline
  - Dropkick
  - Running crossbody
  - Short-arm clothesline

## Prestaties
- American Wrestling Federation
  - AWF Heavyweight Championship (2 keer)

- Eastern Championship Wrestling
  - ECW Heavyweight Championship (1 keer)

- International World Class Championship Wrestling
  - IWCCW Heavyweight Championship (1 keer)

- NWA Western States Sports
  - NWA Western States Tag Team Championship (1 keer met Ted DiBiase)

- Northern States Wrestling Alliance
  - NSWA Heavyweight Championship (1 keer)

- Pro Wrestling Illustrated
  - PWI Tag Team of the Year (1979) - met Ivan Putski

- Renegade Wrestling Alliance
  - RWA Heavyweight Championship (1 keer)

- USA Pro Wrestling
  - USA Pro Heavyweight Championship (1 keer)

- World Wrestling Federation / World Wrestling Entertainment
  - WWF Intercontinental Championship (2 keer)
  - WWF Tag Team Championship (2 keer; 1x met Ivan Putski en 1x met Rick Martel)
  - King of the Ring (1989)
  - WWE Hall of Fame (Class of 2004)

- Rio Grande Valley Sports Hall of Fame
  - Class of 2007

- Andere titels
  - CWA Heavyweight Championship (1 keer)
  - EWA Heavyweight Championship (1 keer)
  - GWA Heavyweight Championship (1 keer)
  - IAW Television Championship (1 keer)
  - NWC Heavyweight Championship (1 keer)
  - UCW Heavyweight Championship (1 keer)
  - USA Heavyweight Championship (1 keer)
  - UWS Tag Team Championship (1 keer)
  - HoPWF Tag Team Championship (1 keer)